# 11450 Shearer
11450 Shearer è un asteroide della fascia principale. Scoperto nel 1979, presenta un'orbita caratterizzata da un semiasse maggiore pari a 2,2415647 UA e da un'eccentricità di 0,1018062, inclinata di 7,71015° rispetto all'eclittica.